# Diecéze Savannah
Diecéze Savannah (latinsky Dioecesis Savannensis) je latinské církevní území neboli diecéze katolické církve v jižní Georgii ve Spojených státech amerických. Mateřským kostelem diecéze je katedrální bazilika svatého Jana Křtitele v Savannah. Patronem diecéze je svatý Jan Křtitel. 
Diecéze Savannah je sufragánní diecézí, která je součástí církevní provincie spadající pod metropolitní arcidiecézi Atlanta. Od roku 2023 je biskupem Stephen D. Parkes. 

## Demografické údaje
Diecéze Savannah zahrnuje 90 okresů v jižní Georgii. Rozkládá se na ploše 37 038 čtverečních mil (95 930 km2) a nachází se v ní 57 kostelů a 29 misií. V roce 2023 v diecézi žilo 80 000 katolíků.

## Historie

### 1700 až 1850
Před americkou válkou za nezávislost a během ní spadali katolíci ve všech britských koloniích v Severní Americe pod jurisdikci Apoštolského vikariátu londýnského distriktu v Anglii. V kolonii Georgie však měli katolíci zakázaný pobyt od jejího založení v roce 1733 až do roku 1752, kdy se stala královskou kolonií.
Prvními katolíky, kteří přišli do provincie Georgia, byli francouzští uprchlíci z haitské revoluce, která začala v roce 1791. V Savannah založili Congrégation de Saint Jean-Baptiste a postavili dřevěný kostel, první katolický kostel ve městě.
Papež Pius VI. zřídil v roce 1784 apoštolskou prefekturu Spojených států, která zahrnovala celou zemi. O pět let později přeměnil prefekturu na diecézi Baltimore. V roce 1808 papež Pius VII. zřídil diecézi Charleston, která zahrnovala celý nový stát Georgie. Kostel Nejsvětější Trojice, nejstarší katolický kostel v Georgii, byl založen v Augustě v roce 1810. Během 19. století začali katolickou populaci v Savannah rozšiřovat irští katoličtí přistěhovalci. Kostel svatého Josefa, první katolická farnost v Maconu, byl založen v roce 1841.

### 1850 až 1870
Papež Pius IX. vyčlenil 3. července 1850 z diecéze Charleston diecézi Savannah. Nová diecéze se skládala z Georgie a státu Florida, bez oblasti Florida Panhandle. Prvním biskupem nové diecéze Pius IX. jmenoval monsignora Francise Gartlanda z diecéze Philadelphia. 
Během Gartlandova působení se počet katolíků v diecézi zdvojnásobil a přibylo více kněží, včetně nových z Irska. Postavil tři nové kostely a rozšířil katedrálu svatého Jana Křtitele v Savannah, kterou vysvětil v červnu 1853. Gartland také zřídil sirotčinec a několik katolických škol. V roce 1854 Gartland zemřel na žlutou zimnici při návštěvě nemocných během epidemie v Savannah. Místo biskupa bylo následující tři roky neobsazené. 
9. ledna 1857 Pius IX. zřídil floridský apoštolský vikariát a vyňal celou Floridu z diecéze Savannah. Zároveň Pius IX. jmenoval monsignora Johna Barryho biskupem v Savannah. Barry byl biskupem také krátce, zemřel ve Francii v roce 1859. Pius IX. jmenoval dalším biskupem savannahské diecéze biskupa Augustina Vérota, tehdejšího apoštolského vikáře na Floridě. 
Během americké občanské války Vérot odsoudil vyplenění katolického kostela na ostrově Amelia na Floridě vojáky armády Unie. Osobně evakuoval několik milosrdných sester z Jacksonville na Floridě do Savannah přes bojovou zónu v Georgii. Po válce Vérot zveřejnil pastýřský list, v němž katolíky v diecézi vyzval, aby „odložili všechny předsudky ... vůči svým bývalým sloužícím“. Zasadil se také o to, aby se národní koordinátor věnoval evangelizaci mezi Afroameričany, a přivedl francouzské sestry z LePuy ve Francii, aby s nimi spolupracovaly.

### 1870 až 1950
Pius IX. v roce 1870 zřídil novou diecézi St. Augustine a Vérota jmenoval jejím prvním biskupem. Jako Vérotova nástupce v Savannah jmenoval biskupa Ignáce Persica z římské kurie. 
V roce 1873 se Persico musel této funkce vzdát kvůli špatnému zdravotnímu stavu. Pius IX. pak v roce 1873 jmenoval novým biskupem v Savannah reverenda Williama Grosse z řádu redemptoristů. Během svého působení v Savannah Gross v listopadu 1873 položil základní kámen katedrály sv. Jana Křtitele a v dubnu 1876 ji vysvětil. Kromě výstavby několika kostelů, škol, sirotčinců a nemocnic otevřel v Maconu ve státě Georgia mužskou kolej, uvedl do diecéze jezuity a benediktiny a v roce 1875 založil diecézní noviny The Southern Cross. V roce 1885 papež Lev XIII. jmenoval Grosse arcibiskupem arcidiecéze Oregon City. 
Biskup Thomas Becker z diecéze Wilmington byl jmenován biskupem v Savannah Lvem XIII. v roce 1886. Během svého působení Becker přistavěl ke katedrále svatého Jana Křtitele biskupskou rezidenci, kterou dokončil stavbou věže v roce 1896. Poté, co byla katedrála v roce 1898 téměř zničena požárem, Becker sháněl finanční prostředky na její obnovu.

### 1900 až 1950

Biskup Keyes

Po 13 letech ve funkci Becker v roce 1899 zemřel. Lev XIII. ho v roce 1900 nahradil monsignorem Benjaminem Keileym. Během svého působení Keiley dokončil obnovu katedrály svatého Jana Křtitele, kterou započal Becker; novou stavbu vysvětil v říjnu 1900. V dalších výrocích Keiley odsoudil předsudky a lynčování Afroameričanů. V roce 1902 Keiley připomněl památku veteránů armády Konfederovaných států z americké občanské války a pochválil bývalého prezidenta Konfederace Jeffersona Davise. Kelley odsoudil prezidenta USA Theodora Roosevelta za pozvání afroamerického pedagoga Bookera T. Washingtona do Bílého domu. Keiley se postavil proti iniciativě zřídit v diecézi seminář pro Afroameričany a prohlásil:
„V Americe by neměl být vysvěcen žádný černoch. Stejně jako jsou nemanželští synové prohlášeni kanonickým právem za neregulérní..., tak mohou být černoši prohlášeni za neregulérní, protože běloši jimi tak pohrdají.“
V roce 1903, po prohlášení papeže Pia X. o církevní hudbě, Keiley zakázal svým řádovým sestrám vést kostelní sbory. Stěžoval si do Vatikánu, že jiné diecéze ve Spojených státech jsou k tomuto pravidlu shovívavé. V roce 1907 Keiley pozval Společnost afrických misionářů, aby vstoupila do diecéze a postavila kostely a školy pro Afroameričany. Poté, co Keiley v roce 1922 rezignoval kvůli špatnému zdraví, papež Pius XI. jmenoval novým biskupem v Savannah reverenda Michaela Keyese z řádu bratří maristů. Keyes 11. července 1934 požádal farníky ve své diecézi, aby podepsali závazek Legie slušnosti, že budou protestovat proti „... odporným a nevhodným filmům.“ Keyes odešel do důchodu jako biskup Savannah v roce 1935.
V roce 1935 jmenoval Pius XI. pomocného biskupa Geralda O'Haru z filadelfské arcidiecéze biskupem v Savannah. Během svého působení nechal O'Hara postavit katedrálu Krista Krále v Atlantě, která byla vysvěcena v lednu 1939. Katedrála byla postavena na místě bývalých shromáždění Ku-klux-klanu a O'Hara na její vysvěcení dokonce pozval císařského čaroděje (Grand Wizard) Hirama Evanse. O'Hara jednou kritizoval Savannah Press poté, co noviny otiskly rozmarný úvodník ke Dni svatého Patrika, v němž se opakovala stará pohádka, podle níž svatý Patrik udělil ženám privilegium dvořit se v přestupném roce. O'Hara byl považován za vůdce církevních snah o zlepšení rasových vztahů, ve 30. letech 20. století zahájil sedmibodový sociální a rasový program, v němž vyzýval k pomoci afroamerickým dětem a ke zvýšení povědomí o problémech venkova.
Pius XI. 5. ledna 1937 přejmenoval diecézi Savannah na diecézi Savannah-Atlanta. Tento krok odrážel nárůst počtu obyvatel a rostoucí význam Atlanty. Zároveň určil kostel Krista Krále v Atlantě jako spolukatedrálu druhého stolce.

### 1950 až současnost
Vzhledem k nárůstu počtu katolíků v severní Georgii zřídil papež Pius XII. 2. července 1956 diecézi Atlanta. Severní Georgie přešla do nové diecéze a jižní Georgie zůstala v nově přejmenované diecézi Savannah.
V roce 1957 jmenoval papež Jan XXIII. pomocným biskupem v Savannah Thomase J. McDonougha ze St. Augustine. V roce 1959 O'Hara rezignoval na funkci biskupa v Savannah, aby mohl naplno sloužit jako papežský diplomat, a Jan XXIII. ho nahradil McDonoughem. Ten podepsal „Letniční prohlášení“ biskupů atlantské provincie, v němž odsoudil rasovou diskriminaci jako odporující křesťanským zásadám.
10. února 1962 povýšil papež Jan XXIII. diecézi Atlanta na arcidiecézi Atlanta. Diecéze Savannah byla vyňata z baltimorské arcidiecéze a označena za sufragánní k nové arcidiecézi.
V roce 1967 papež Pavel VI. jmenoval McDonougha arcibiskupem arcidiecéze Louisville a jeho nástupcem v Savannah jmenoval monsignora Gerarda Freye z arcidiecéze New Orleans. Během svého působení Frey zahájil činnost Sociálního apoštolátu, agentury sociálních služeb, jejímž cílem bylo „navázat kontakt lidí v lavicích s chudými“. Podporoval také každý kostel v diecézi, aby založil farní radu. Po jmenování Freye biskupem diecéze Lafayette v Louisianě v roce 1972 jmenoval Pavel VI. na jeho místo v Savannah reverenda Raymonda W. Lessarda z diecéze Fargo. Lessard kdysi sloužil jako prostředník mezi katolickými biskupy a ženatými episkopálními duchovními, kteří usilovali o katolické svěcení. Rasismus jednou označil za „prvořadý sociální problém, který postihuje naši oblast“.
Papež Jan Pavel II. jmenoval reverenda J. Kevina Bolanda biskupem v Savannah v roce 1995. Po patnáctileté službě v diecézi odešel Boland v roce 2010 do důchodu. Na jeho místo papež Benedikt XVI. jmenoval novým biskupem Savannah reverenda Gregoryho Hartmayera z řádu františkánů konventuálů. V roce 2020 papež František jmenoval Hartmayera arcibiskupem Atlanty. František jmenoval reverenda Stephena D. Parkese z diecéze Orlando biskupem Savannah.
Stephen Parkes je současným biskupem. V květnu 2022 se Parkes obrátil na vatikánské dikasterium pro bohoslužbu a disciplínu svátostí s žádostí o povolení pokračovat v tradiční latinské mši v diecézi Savannah. Tento dispens byl udělen na dobu jednoho roku a v září 2023 dikasterium tento dispens prodloužilo o další dva roky.

### Sexuální zneužívání
Hlavní článek: Skandál sexuálního zneužívání v diecézi Savannah
V roce 2004 diecéze Savannah oznámila, že vyplatila celkem 50 000 dolarů dvanácti lidem, kteří obvinili šest diecézních kněží ze sexuálního zneužívání. Jeden z těchto kněží, reverend Wayland Brown, byl v roce 2003 odsouzen v Marylandu k deseti letům vězení za zneužití dvou chlapců. V roce 2004 byl Vatikánem laicizován.
V roce 2009 se diecéze dohodla s Allanem Rantou, další obětí sexuálního zneužívání ze strany Browna, na urovnání žaloby ve výši 4,24 milionu dolarů. Biskup Boland vydal toto prohlášení:
Je mi líto veškeré bolesti a utrpení, které pan Ranta prožil, a modlím se nejen za něj, ale za všechny oběti sexuálního zneužívání dětí, aby každá z nich nalezla uzdravení, které hledá.
Diecéze v roce 2016 dosáhla vyrovnání ve výši 4,5 milionu dolarů s mužem, který Browna obvinil, že ho v 80. letech sexuálně zneužil. Úřady nemohly Browna z tohoto činu trestně obvinit kvůli promlčecí lhůtě v Georgii. 12. listopadu 2018 biskup Hartmayer zveřejnil seznam 16 duchovních z diecéze s věrohodnými obviněními ze sexuálního zneužívání nezletilých. Když generální prokurátor Georgie Christopher M. Carr v květnu 2019 oznámil vyšetřování stížností na sexuální zneužívání katolických duchovních v Georgii, Hartmayer přislíbil plnou podporu diecéze.
Brown se v roce 2018 v Jižní Karolíně přiznal k šesti trestným činům sexuálního chování s nezletilou osobou druhého stupně a třem trestným činům sexuálního chování s nezletilou osobou prvního stupně. Jeho oběťmi byli dva chlapci Allan Ranta a Chris Templeton. Brown, tehdejší farář v katolickém kostele svatého Jakuba v Savannah, poprvé znásilnil Rantu v roce 1978, když bylo chlapci devět let; zneužívání trvalo rok. Poté, co se objevila nesouvisející obvinění ze zneužívání, poslala diecéze Browna na léčení a poté ho vrátila do kostela svatého Jakuba. V roce 1987 Brown zneužil Templetona padesátkrát. 
Brown a oběti v té době pobývali v Georgii, která neumožňovala stíhání sexuálních zločinů v tak vzdálené minulosti. Protože však Brown chlapce několikrát odvezl do Jižní Karolíny a spáchal tam trestné činy, mohl být stíhán podle jihokarolínských zákonů. Brown byl odsouzen k 20 letům vězení a v roce 2019 ve vězení zemřel.
V roce 2020 zažaloval biskupa Parkese a diecézi William Fred Baker Jr. Ten tvrdil, že diecéze věděla, že ho Brown obtěžoval v letech 1987 a 1988, kdy byl desetiletý a navštěvoval katolickou školu sv. Jakuba.
Rada státních zástupců v Georgii v březnu 2023 vydala zprávu, která identifikovala sedm diecézních kněží a osm řádových kněží v diecézi, kteří byli věrohodně obviněni ze sexuálního zneužívání nezletilých.

## Biskupové
Diecéze byla založena v roce 1850 jako diecéze Savannah a zahrnovala celou Georgii a část Floridy. V letech 1937–1956 to byla diecéze Savannah-Atlanta. V roce 1956 se opět stala diecézí Savannah, když byla severní část Georgie oddělena do diecéze Atlanta.

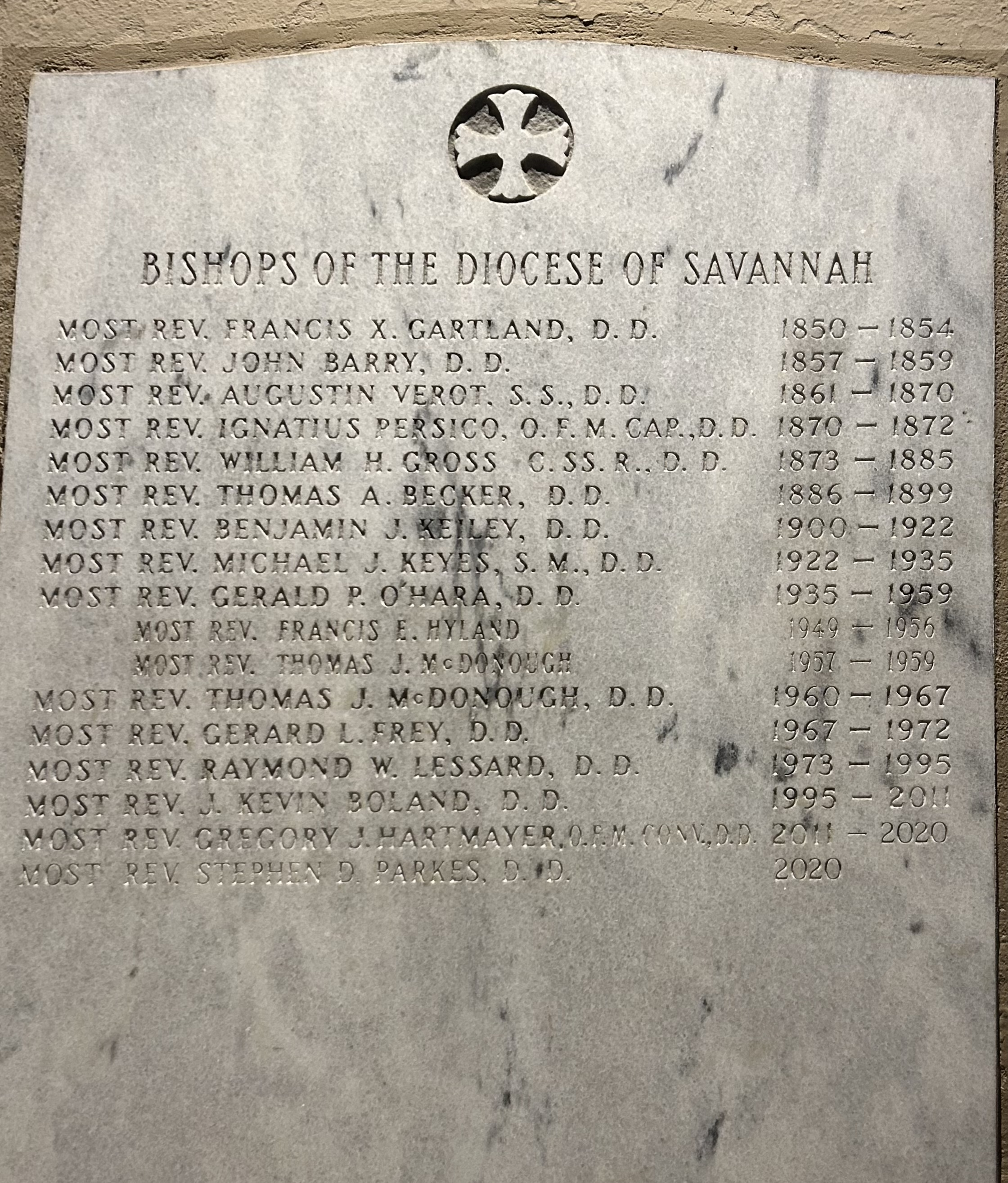
Pamětní deska v bazilice sv. Jana Křtitele se seznamem savannahských biskupů

### Biskupové Savannah (1850 až 1937)
1. Francis Xavier Gartland (1850–1854)
2. John Barry (1857–1859)
3. Augustin Verot (1861–1870), jmenován biskupem St. Augustine
4. Ignác Persico (1870–1874)
5. William Hickley Gross (1873–1885), jmenován arcibiskupem Oregon City
6. Thomas Albert Andrew Becker (1886–1899)
7. Benjamin Joseph Keiley (1900–1922)
8. Michael Joseph Keyes (1922–1935)
9. Gerald Patrick Aloysius O'Hara (1935–1959), arcibiskup (osobní titul) v roce 1950; jmenován apoštolským nunciem v Irsku a později apoštolským delegátem ve Velké Británii

### Biskup Savannah-Atlanta (1937 až 1956)
1. Gerald Patrick Aloysius O'Hara (1935–1959)

### Biskupové Savannah (od roku 1956 do současnosti)
1. Gerald Patrick Aloysius O'Hara (1935–1959)
2. Thomas Joseph McDonough (1960–1967), jmenován arcibiskupem Louisville
3. Gerard Louis Frey (1967–1972), jmenován biskupem Lafayette v Louisianě
4. Raymond W. Lessard (1973–1995)
5. J. Kevin Boland (1995–2011)
6. Gregory John Hartmayer (2011–2020), jmenován arcibiskupem Atlanty
7. Stephen D. Parkes (2020 – současnost)

### Pomocní biskupové
- Francis Edward Hyland (1949–1956), jmenován biskupem v Atlantě
- Thomas Joseph McDonough (1957–1960), jmenován biskupem v Savannah

### Další diecézní kněží, kteří se stali biskupy
- Andrew Joseph McDonald, jmenován biskupem v Little Rock v roce 1972
- Emmet M. Walsh, v roce 1927 jmenován biskupem v Charlestonu a později biskupem koadjutorem v Youngstownu, který pak nastoupil na tento stolec

## Duchovenstvo a řeholníci
V roce 2020 měla diecéze Savannah 102 kněží a členů řeholních řádů.

## Vzdělávání
Od roku 2024 má diecéze Savannah pět středních škol a 11 základních škol. Mezi střední školy patří: 
- Aquinas High School, Augusta
- Benedictine Military School, Savannah
- Mount de Sales Academy, Macon
- Pacelli High School, Columbus
- St. Vincent's Academy, Savannah